# Бородинское сельское поселение (Орловская область)
Бороди́нское се́льское поселе́ние — муниципальное образование (сельское поселение) в составе Дмитровского района Орловской области. Расположено на севере района, расстояние до г. Дмитровска – 16 км.
Административный центр — село Бородино.

## История
Бородинский сельсовет был образован в первые годы советской власти. По состоянию на 1926 год входил в состав Волконской волости Дмитровского уезда. С 1928 года в составе Дмитровского района.
17 июня 1954 года к Бородинскому сельсовету был присоединён Работьковский сельсовет.

## Население
| 2010 | 2012 | 2013 | 2014 | 2015 | 2016 | 2017 |
| ---- | ---- | ---- | ---- | ---- | ---- | ---- |
| 417  | ↘386 | ↘369 | ↘353 | ↘345 | ↘340 | ↘334 |
| 2018 | 2019 | 2020 | 2021 | 2023 |      |      |
| ↘318 | ↘306 | ↗309 | ↘305 | ↘293 |      |      |

## Населённые пункты
В состав сельского поселения входят 8 населённых пунктов:
| № | Населённый пункт | Тип населённого пункта |
| - | ---------------- | ---------------------- |
| 1 | Бородино         | село, администр. центр |
| 2 | Березовка        | деревня                |
| 3 | Гусев            | посёлок                |
| 4 | Лукино           | деревня                |
| 5 | Лысое            | село                   |
| 6 | Островск         | село                   |
| 7 | Работьково       | село                   |
| 8 | Тереховка        | деревня                |

### Упразднённые
| № | Населённый пункт  | Тип населённого пункта |
| - | ----------------- | ---------------------- |
| 1 | Берёзовая Посадка | посёлок                |
| 2 | Весёлый Кут       | посёлок                |
| 3 | Костяковский      | посёлок                |
| 4 | Новая Берёзовка   | посёлок                |
| 5 | Осой              | посёлок                |
| 6 | Райский           | посёлок                |
| 7 | Свободный Труд    | посёлок                |
| 8 | Средний           | посёлок                |